# City of Palmerston
City of Palmerston är en kommun i Australien. Den ligger i territoriet Northern Territory, omkring 15 kilometer öster om territoriets huvudstad Darwin. Antalet invånare var 33 786 vid folkräkningen 2016.